# Emile van Loonpark
Het Emile van Loonpark is een park in de Nederlandse stad Roosendaal. Het park is vernoemd naar de Roosendaalse burgemeester Emile van Loon.
Het park ligt aan de Stationsstraat, aan de noordwestkant van het centrum van Roosendaal. Net ten oosten van het park ligt parkeerterrein Emile van Loonpark.
Oorspronkelijk was het park de tuin van het woonhuis aan Markt 54 dat Emile van Loon in 1865 liet verbouwen. Het oudste deel van het park is in 1883 aangelegd in Engelse landschapsstijl door de Roosendaalse tuinarchitecten U.J. en A. Heerma van Voss. Het terrein werd hiervoor opgehoogd met aarde afkomstig van de suikerfabrieken. In 1930 werd een bijkomend deel van de tuin ontworpen in opdracht van Maria van Gilse - van Loon door tuinarchitect D. Tersteeg. In 1935 werd de tuin aangekocht door de gemeente en opengesteld als park. Het park werd toen door Jan Bijhouwer enigszins aangepast. Hij ontwierp het centrale deel dat meer geometrische kenmerken vertoont.
In het park bevindt zich het verzetsmonument dat is opgericht ter nagedachtenis aan hen die zich in hebben gezet voor het verzet tijdens de Tweede Wereldoorlog. Het monument is ontworpen door Ferry Lauwerijssen en is onthuld op 4 mei 2010. Het kunstwerk d'Ouwe Sok werd op 5 november 2018 in het park gezet ter gelegenheid van het 750-jarig bestaan van Roosendaal. In het kunstwerk bevinden zich spullen van Roosendalers, en pas na 50 jaar wordt het kunstwerk geopend om te zien wat zij in de sok gestopt hebben. Ook bevinden zich in het park beelden van Venus en Hercules en een muziekkiosk.
Het park heeft te maken met structurele drugs- en drankoverlast. In een poging deze overlast terug te brengen werden in 2020 twee camera's opgehangen.